# بیدار کردن مردگان (فیلم)
بیدار کردن مردگان (به انگلیسی: Waking the Dead) فیلمی محصول سال ۲۰۰۰ و به کارگردانی کیث گوردن است. در این فیلم بازیگرانی همچون بیلی کروداپ، جنیفر کانلی، مالی پارکر، جانت مک‌تیر، پل هیپ، ساندرا اوه، هال هالبروک و جان کارول لینچ ایفای نقش کرده‌اند.